# Seventeen Days
Seventeen Days – trzeci album amerykańskiego zespołu 3 Doors Down, wydany 8 lutego 2005.
Album zadebiutował na pierwszym miejscu listy Billboard 200.

## Utwory
1. „Right Where I Belong” – 2:31
2. „It’s Not Me” – 3:14
3. „Let Me Go” – 3:52
4. „Be Somebody” – 3:15
5. „Landing in London” (feat. Bob Seger) – 4:31
6. „The Real Life” – 3:52
7. „Behind Those Eyes” – 4:19
8. „Never Will I Break” – 3:50
9. „Father’s Son” – 4:12
10. „Live for Today” – 3:47
11. „My World” – 3:00
12. „Here by Me” – 3:47
13. „Here Without You (Acoustic Version)” – 3:52 (utwór dodatkowy)
14. „Away from the Sun (Acoustic Version)” – 3:45 (utwór dodatkowy)

## Single
- Let Me Go
- Behind Those Eyes
- Live For Today
- Here by Me
- Landing in London